# Кристіна Пері Россі
Кристіна Перрі Россі (ісп. Cristina Peri Rossi; нар. 12 листопада 1941, Монтевідео) — уругвайська письменниця, перекладачка, мовознавиця, журналістка та активістка. Єдина жінка-письменниця, пов'язана з Латиноамериканським бумом — рухом, який зазвичай асоціюється з такими авторами, як Габрієль Гарсія Маркес, Маріо Варгас Льйоса та Карлос Фуентес.

## Життєпис
Донька нащадків італійських емігрантів, батько — робітник, мати — вчителька. Закінчила столичний університет, спочатку вивчала біологію, диплом захищала за фахом «порівняльне літературознавство». Після військового перевороту в 1972 покинула Уругвай, жила в Парижі і Берліні, нині живе в Барселоні, в 1975 отримала іспанське громадянство. В Уругваї її ім'я і твори у період 1973—1985 років були під забороною.

## Творчість
Книга віршів «Евое!» (1971) викликала скандал через мотиви лесбійського кохання. Для самої письменниці любовна тема — це тема політична, вона невіддільна від проблематики свободи і прав меншості. Найбільшу популярність здобув роман письменниці «Корабель дурнів» (1984). Перекладала Бодлера, Мопассана, Ліспектор та ін. Авторка монографії про Хуліо Кортасара, з яким дружила.

## Особисте життя
Сексуальність Крістіни Пері Россі часто описують як лесбійську чи бісексуальну, хоча сама вона уникала називати свою творчість виключно «лесбійською». У своїх творах вона часто досліджує теми гомоеротики, гендерної мінливості та порушення традиційних сексуальних норм, особливо в ранніх віршах та романах.

## Твори

### Вірші
- Evohé (1971)
- Descripción de un naufragio (1974)
- Diáspora (1976, премія Пальми)
- Lingüística general (1979)
- Europa después de la lluvia (1987)
- Babel bárbara (1991, премія Барселони)
- Otra vez Eros (1994)
- Aquella noche (1996)
- Inmovilidad de los barcos (1997)
- Poemas de amor y desamor (1998)
- Las musas inquietantes (1999)
- Estado de exilio (2003)
- Mi casa es la escritura (2006)
- Habitación de hotel (2007)
- Play Station (2008, Міжнародна поетична премія Фонду Леве)

### Новели
- Viviendo (1963)
- Los museos abandonados (1968)
- Indicios pánicos (1970)
- La tarde del dinosaurio (1976)
- La rebelión de los niños (1980)
- El museo de los esfuerzos inútiles (1983)
- Una pasión prohibida (1986)
- Cosmoagonías (1988)
- La ciudad de Luzbel y otros relatos (1992)
- Desastres íntimos (1997)
- Por fin solos (2004)

- Cuentos reunidos (2007)
- Habitaciones privadas (2012)
- Los amores equivocados (2015)

### Романи
- El libro de mis p rimos (1969)
- La nave de los loc os (1984)
- Solitario de amor (1988)
- La última noche de Dostoievski (1992)
- El amor es una droga dura (1999)
- Todo lo que no te pude decir (2017)

### Есе
- Fantasías eróticas (1990)
- Acerca de la escritura (1991)
- Julio Cortázar (2000)
- Cuando fumar era un placer (2002)
- Julio Cortázar y Cris (2014)

## Визнання
Твори письменниці перекладені англійською, французькою, німецькою мовами. У 2003 їй була присуджена Міжнародна поетична премія Рафаеля Альберті. У 2010 Кристіна Пері Россі отримала Міжнародну премію Маріо Варгаса Льйоси за неопубліковану збірку новел «Приватні володіння» (див.:  [Архівовано 28 січня 2021 у Wayback Machine.]).